# チミジル酸
チミジル酸（チミジルさん、thymidylic acid）は、デオキシリボヌクレオシド構造を持つ有機化合物の一種である。チミジン一リン酸 (thymidine monophosphate) とも呼ばれ、dTMP と略される。dTMPはチミン、デオキシ糖の 2-デオキシリボース、1つのリン酸より構成されており、リン酸とチミジンヌクレオシドとの間でリン酸エステルが形成されている。リン酸エステルの位置により、3'-体、5'-体が知られる。番号を省略して単にチミジル酸といった場合は、通常 5'-体を指すことが多い。3'-体の場合はナンバリングを添える。
5'-チミジル酸は、DNA の部分構造となっている。

## DNA合成との関連
デオキシウリジン一リン酸と5,10-メチレンテトラヒドロ葉酸は、チミジル酸シンターゼ (FAD)によりメチル化されたチミジル酸（dTMP）とジヒドロ葉酸を生成する。
（反応式）
5,10-メチレンテトラヒドロ葉酸 + デオキシウリジン一リン酸（dUMP） + FADH2 {\displaystyle \rightleftharpoons } チミジル酸（dTMP） + ジヒドロ葉酸 + FAD
なお、DNAの合成は、dUMP（デオキシウリジン一リン酸）－dTMP（チミジル酸）－dTDP（チミジン二リン酸）－dTTP（チミジン三リン酸）と進み、リン酸2分子分のピロリン酸が遊離して、チミジル酸に相当する部分がDNA鎖のデオキシリボースの3'位に結合することで、アデニン、グアニン、シトシン、チミンと4種類あるDNA塩基のうちのチミンが完成する。

テトラヒドロ葉酸（THF）による代謝とビタミンB12によるTHFの再生産、:de:Folsäure=葉酸、DHF=ジヒドロ葉酸、THF=テトラヒドロ葉酸、Vit.B12=ビタミンB12、Methyl-Vit.B12=メチルコバラミン、Methionin=メチオニン、Methionin Syntase=5-メチルテトラヒドロ葉酸-ホモシステインメチルトランスフェラーゼ、Homocystein=ホモシステイン、N5-Methyl-THF=5-メチルテトラヒドロ葉酸、N5,N10-Methylene-THF=5,10-メチレンテトラヒドロ葉酸、N10-Formyl-THF=10-ホルミルテトラヒドロ葉酸、dUMP=デオキシウリジン一リン酸、NADPH、DNA

DNAの化学構造

## DNA中のチミン
DNAとRNAとで構成する塩基に違いがあり、一般に、DNAはA、C、G、Tであるが、RNAではTの代わりにU（ウラシル）である。ただし、DNA上にもUが稀に生じることがあり、また、塩基にTではなくUを用いるDNAを持つ生物も存在する(U-DNA参照)。圧倒的大多数の生物でDNAの構成塩基にUではなくTが用いられるのは、Cが自然に脱アミノ化することでUに置き換わることがあり、塩基配列を維持するために、損傷してUに変化したCと元来Uである残基を識別する必要があるからである。TはUの5位の水素がメチル基に置換された構造をしている。また、Cからは容易に生じることはなく、Cの損傷によって生じたUを容易に識別できる。以上より、DNAではUではなくTを用いる方が有利であったと考えられる。